# フランシス・W・ムーア・ジュニア
フランシス・W・ムーア・ジュニア (Francis W. Moore, Jr.、1808年 - 1864年)はアメリカ合衆国の政治家。ヒューストン市長を3回務めた。

## 経歴
1837年3月、トーマス・ボーデンが所有するTelegraph and Texas Registerの株式を購入した。Gail Bordenの共同所有者であり、すぐに主筆となった。 当時、新聞社はウエストコロンビアにあった。1st Texas Congressはテキサス共和国の新首都をウエストコロンビアにすると思われていたが、しかし、実際にはヒューストンが選ばれた。新聞社はヒューストンへの記者の移動計画を立てねばならなくなった。2つの地点は50マイル (80 km)に及ぶ川底の沼地で隔てられ、陸路での移動は非常に困難であり、ボートを使用した。1837年4月16日、テキサス共和国の幹部と同じボートで記者たちはヒューストンに到着した。
1837年5月2日にヒューストンで印刷された最初の記事が登場した。 6月下旬、ゲイル・ボーデンはヤコブ・W・クルーガーに彼の株式を譲渡した。この提携は、1851年4月に、クルーガーの株式を買い取るまで続いた。
ムーアの指導の下で、この新聞社はテキサス共和国の最も影響力のあるメディアとなった。1840年に首都がオースティンに移転するも、 新聞社はヒューストンに残った。首都が再配置されると、ムーアとクルーガーは、オースティンに新聞社The Texas Sentinelを設立した。ムーアの記事は必ずしも政治家が喜ぶものばかりでなく、かつて、サミュエル・ヒューストン知事はムーアを"'lying scribbler of the Telegraph, whose one arm could write more malicious falsehoods than any man with two arms'"と呼んだ。

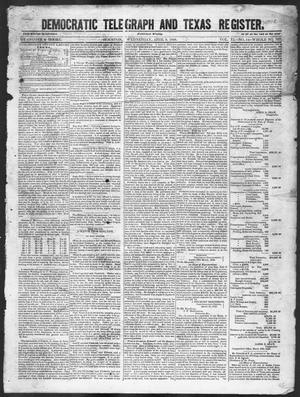
1846年4月8日付Democratic Telegraph and Texas Register

記事の多くは、テキサス共和国に移民を誘致、または移住したての人々をテキサスに留めることを目的とした。記事では入植者の良い面(テキサスの住民が悪党だと広く信じられていたのとは対照的に)と、テキサスに住むことの利点を強調した。1837年には、その大半をテキサスの様々な地域の地理や天然資源を記述した一連の記事の執筆に費やした。地理に関する一連の記事は1840年にMaps and Descriptions of Texasという本に纏められ、1844年に Description of Texasとして復刻した。この記事は広く他の新聞や雑誌に引用された。たとえば、1843年のSouthern Agriculturistの少なくともTelegraphの項は全部が引用である。
新聞は「ニュースのオルガン」となりました。 
さらに多くの記事でテキサス革命と共和国の存在そのものを説明し、正当化した。 同時に、1837年頃には、アメリカとの併合を提唱し、一方で記事の中でテキサスはルイジアナ買収の一部と見なされている必要がある説明していた。テキサス併合までまもない1846年には、クルーガーと共に"to designate the plotical tenets that we shall advocate"と説明し、Democratic Telegraph and Texas Registerへ新聞の名前を変更した。
ヒューストン市の紋章(1840年2月24日採択)をデザインし、50ドルの報酬を受け取った。
1854年、ハーヴェイ・H.アレンに新聞社を売却した。

## 地質学者
報告者で意見を出したのにも係らず、1860年にサム・ヒューストンテキサス州知事より州地質学者に任命した。

## Sources
- Barker, Eugene C. (October 1917), “Notes on Early Texas Newspapers, 1819–1836”, Southwestern Historical Quarterly 21 (2):  127–144 2009年12月30日閲覧。
- Geiser, S.W. (April 1944), “Note on Dr. Francis Moore (1808–1864)”, Southwestern Historical Quarterly (Texas State Historical Association) 47 (4):  419–425 2009年12月30日閲覧。
- Kemp, L.W. (July 1944), “The Capitol (?) at Columbia”, Southwestern Historical Quarterly (Texas State Historical Association) 48 (1):  3–9 2009年12月30日閲覧。
- Kökény, Andrea (Summer 2004), “The Construction of Anglo-American Identity in the Republic of Texas, as Reflected in the "Telegraph and Texas Register"”, Journal of the Southwest 46 (2):  283–308
- Lee, James Melvin (1917), History of American Journalism, Houghton Mifflin Company
- McMurtrie, Douglas C. (January 1932), “Pioneer Printing in Texas”, The Southwestern Historical Quarterly (Texas State Historical Association) 35 (3):  173–193 2009年12月30日閲覧。

| 先代 ジェームズ・サンダース・ホルマン | ヒューストン市長 1838–1839 | 次代 ジョージ・W・ライブリー |
| 先代 ジョン・デイ・アンドリュース     | ヒューストン市長 1843      | 次代 ホレス・ボールドウィン  |
| 先代 ベンジャミン・P・バックナー      | ヒューストン市長 1849–1852 | 次代 ネイサン・フラー        |